# سامبيتو (رجل القرش)
السامبيتو ( رجل القرش ) هو مخلوق يظهر في القصة القصيرة «امتنان سامبيتو» كتبها لافكاديو هيرن، و يوصف بأنه سمكة قرش تشبه البشر ذو جلد أسود مزرق وعيون ذات لون أخضر زمردي ووجه كالشيطان ولحية أو ذقن كالتنين .

## علم الأساطير
وفي القصة يلتقي رجل يدعى توتارو ذات يوم على الجسر مع سامبيتو, على الرغم من أنه يبدو مخيفاً الا ان هذا المخلوق كان لطيفاً, وقد طرده من البحر صاحب العمل السابق ريوجين كعقاب له على خطأ تافه اقترفه. يشعر توتارو بالشفقة على هذا الكائن و يسمح له ان يعيش في بركة عميقة في حديقته. حدث هذا عندما كان توتارو يبحث عن عروس،  في النهاية يقع في حب امرأةٍ جميلةٍ يراها في موسم حج الإناث في مي ديرا . و يصبح توتارو مريضاً من الحزن بشكل مميت، ومع ذلك لم يكن يعلم أن عائلتها تطلب هدية خطبتها عشرة الآف جوهرة من أجل طلب يدها للزواج. عندما علم سامبيتو بأن سيّده على فراش الموت بدأ يذرف دموعا من الدم والتي أصبحت ياقوتا ثمينا حالما لامست الأرض. و بسبب دموع سامبيتو فاز توتارو أخيراً بيد المرأة التي أفتتن بها. وعندما ينتهي سامبيتو من البكاء يُعفى عنه من قبل التنين أيضاً وتنتهي القصة بسعادة. ويذكر هيرن كاتب القصة أن اسم هذه الكائن يقرا عادة كوجن.والكوجن هي مخلوقات يعتقد أنها تعيش في بحر الصين الجنوبي والتي تشبه نينجيو, وبأنها تلوح دائماً في الافق وتتحول دموعها إلى مجوهرات. ويبدو أن القصة تستند إلى قصة أخرى تدعى كوجين كتبها كيوكوتي باكين.